# Acroceras excavatum
Acroceras excavatum är en gräsart som först beskrevs av Johannes Jan Theodoor Henrard, och fick sitt nu gällande namn av Fernando Omar Zuloaga och Osvaldo Morrone. Acroceras excavatum ingår i släktet Acroceras och familjen gräs. Inga underarter finns listade i Catalogue of Life.